# Hrabstwo Bertie
Hrabstwo Bertie (ang. Bertie County) – hrabstwo w stanie Karolina Północna w Stanach Zjednoczonych.

## Geografia
Według spisu z 2000 roku obszar całkowity hrabstwa obejmuje powierzchnię 741 mil2 (1919,18 km²), z czego 699 mil2 (1810,4 km²) stanowią lądy, a 42 mile2 (108,78 km²) stanowią wody. Według szacunków United States Census Bureau w roku 2012 miało 20 653 mieszkańców. Jego siedzibą administracyjną jest Windsor.

### Miasta
- Askewville
- Aulander
- Colerain
- Kelford
- Lewiston Woodville
- Powellsville
- Roxobel
- Windsor

### Sąsiednie hrabstwa
- Hrabstwo Hertford (północ)
- Hrabstwo Chowan (wschód)
- Hrabstwo Washington (południowy wschód)
- Hrabstwo Martin (południowy zachód)
- Hrabstwo Halifax (zachód)
- Hrabstwo Northampton (północny zachód)